# Heinz Auerswald (Maler)

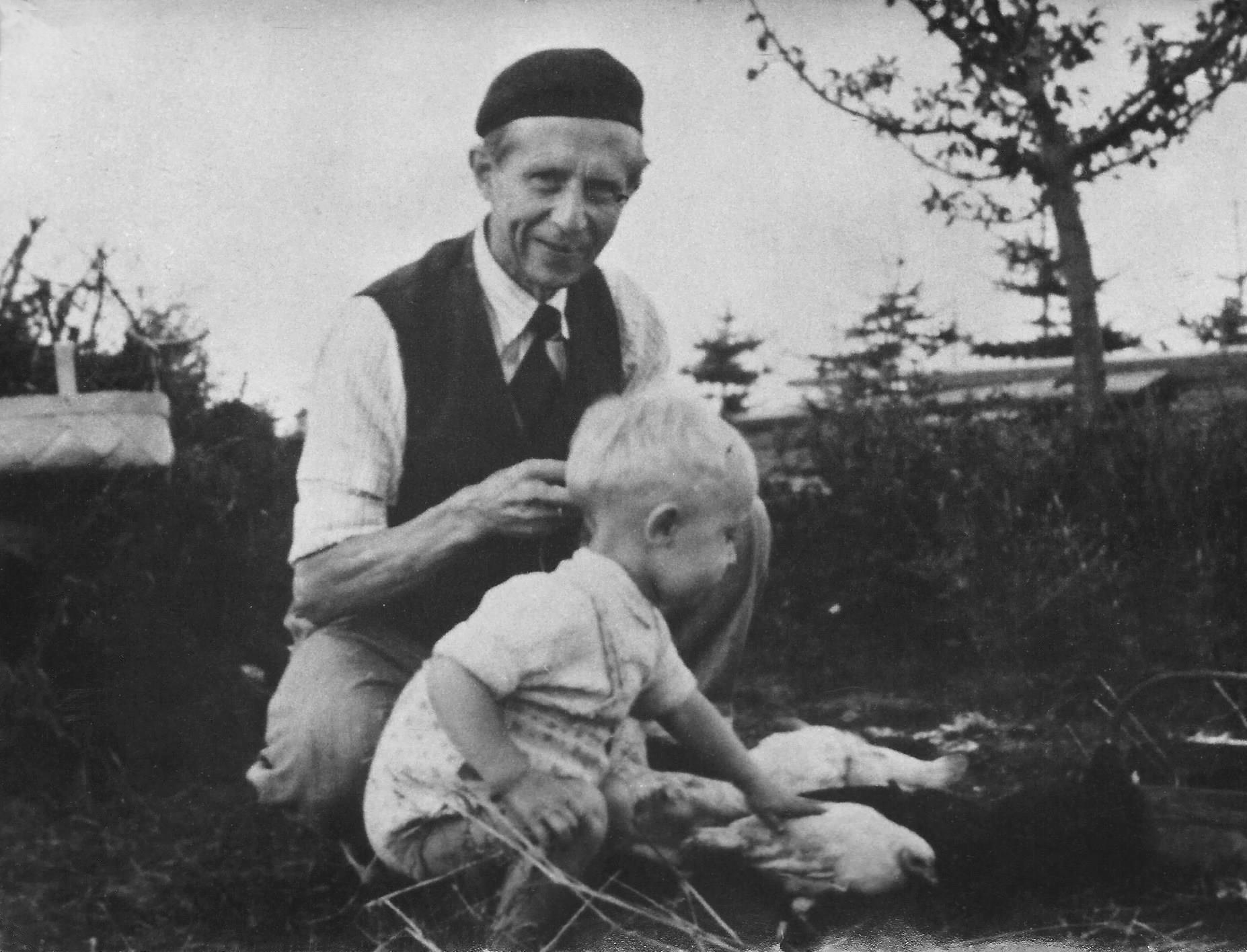
Heinz Auerswald

Heinz Otto Auerswald (* 29. Oktober 1891 in Zschopau; † 22. Dezember 1974 in Güstrow) war ein deutscher Maler und Graphiker.

## Leben
Heinz Auerswald war der Sohn des Oberlehrers Otto Auerswald und dessen Ehefrau Clara geb. Ullrich. Er war mit anderen Künstlern wie Josef Hegenbarth von 1921 bis 1972 im Künstlerhaus Loschwitz ansässig. Er malte unter anderem Landschaften, auch Radierungen und Aquatinta, z. B. ein Exlibris im Jugendstil für Helge Thierbach („Tanzende“). Der  Sächsische Kunstverein stellte seine Bilder 1934 in Dresden aus.

## Werke
- Blicke auf das historische Stadtzentrum von Dresden
- Ansichten vom Markt, von der Moritzburg und der Burg Giebichenstein in Halle (Saale)